# Spytkowo (Poznań)
Spytkowo (także: Spytków, łac. Spitcow, Spithcov, Spithcowo, Spitcowo) – wieś podpoznańska, wymieniana w dokumencie lokacyjnym Poznania, początkowo książęca, a następnie mieszczańska i szlachecka.
Oprócz dokumentu lokacyjnego osada wspominana jest w dokumencie sprzedaży wsi przez Bolesława Pobożnego z 1267 i są to jedyne dwa źródła wspominające tę nazwę, która z czasem zanikła. Pierwszy dokument wymienia Spytkowo po pięciu wsiach podpoznańskich położonych na prawym brzegu Warty, a przed Wierzbicami (Vyrzbyce), które rozpoczynają wykaz wsi lewobrzeżnych. Drugi dokument zawiera łaciński zapis: hereditatem quandum Spithcovo dictam sitam aput Poznan et aquam ibidem, que Stara Rzeka nominatur. Król Bolesław Pobożny sprzedał Spytkowo obywatelowi Poznania, Tylonowi i jego wujowi, Henrykowi ze Środy Śląskiej. Wiele wskazuje na to, że nazwa Spytkowa wyparta została przez późniejszą Obrzycę, która to wieś znajdowała się w rejonie dzisiejszej ulicy Obrzyca na Ratajach (także: naprzeciwko Starołęki), ale nie ma jednoznacznych dowodów, że wsie te były tożsame. Wcześniej umiejscawiano wieś w okolicach Berdychowa.